# Area marina protetta Isola dell'Asinara
L'area marina protetta Isola dell'Asinara (in sassarese: Arèa marina prutetta Isura di l'Asìnara, in sardo: Aréa marina protegida Isula de s'Asìnara) è un'area marina protetta della Sardegna istituita nel 2002.
Il tratto di mare tutelato dall'area marina protetta ricade interamente nel territorio amministrativo del comune di Porto Torres. Occupa una superficie di 10.732 ha nel mare che circonda l'isola dell'Asinara e 79,64 km di costa.

## Storia
I decreti istitutivi del Parco nazionale, dell'Ente parco e dell'Area marina protetta "Isola dell'Asinara" sono stati emanati nel 2002.
La storia del Parco ha però inizio nel 1967, con un convegno tenutosi a Porto Torres e riguardante la possibilità della restituzione dell'isola al comune stesso. All'epoca il carcere era ancora in attività. Nel 1984 fu organizzato, sempre a Porto Torres, un convegno internazionale sui parchi durante il quale si meditò sulla possibilità di istituire un parco naturale sull'isola. Alcuni rappresentanti politici nel 1988 proposero un disegno di legge nel quale si prevedeva il trasferimento dell'isola dal Demanio dello Stato alla Regione Sardegna.
Nel 1994, con l'approvazione della legge sui Parchi (la n. 394/91) viene creato il Parco nazionale del Golfo di Orosei e del Gennargentu, e Isola dell'Asinara e, nel 1992 viene firmata l'intesa Stato-Regione che formalizza la creazione del Parco. Il decreto di perimetrazione provvisoria dell'area del parco sarà emanato il 28 novembre del 1997. Il carcere sarà ufficialmente chiuso il 31 dicembre dello stesso anno.
Nel maggio del 2009 il Comune di Stintino ha chiesto ufficialmente di essere inserito nell'Ente Parco. Stintino infatti è la località geograficamente più vicina all'Asinara ed il centro dei maggiori traffici di passeggeri per l'isola. Gli stintinesi sono legati all'Asinara anche dalla storia: quando l'isola venne demanializzata nel 1885 per realizzare una colonia penale agricola ed un lazzareto, molti dei suoi abitanti scelsero di non allontanarsi trasferendosi nel neo-edificato borgo di Stintino.
Il comune di Porto Torres si sta adoperando per la ripopolazione dell'Isola, con ricadute positive per il territorio di Porto Torres e per il rilancio turistico del Golfo.

## Territorio

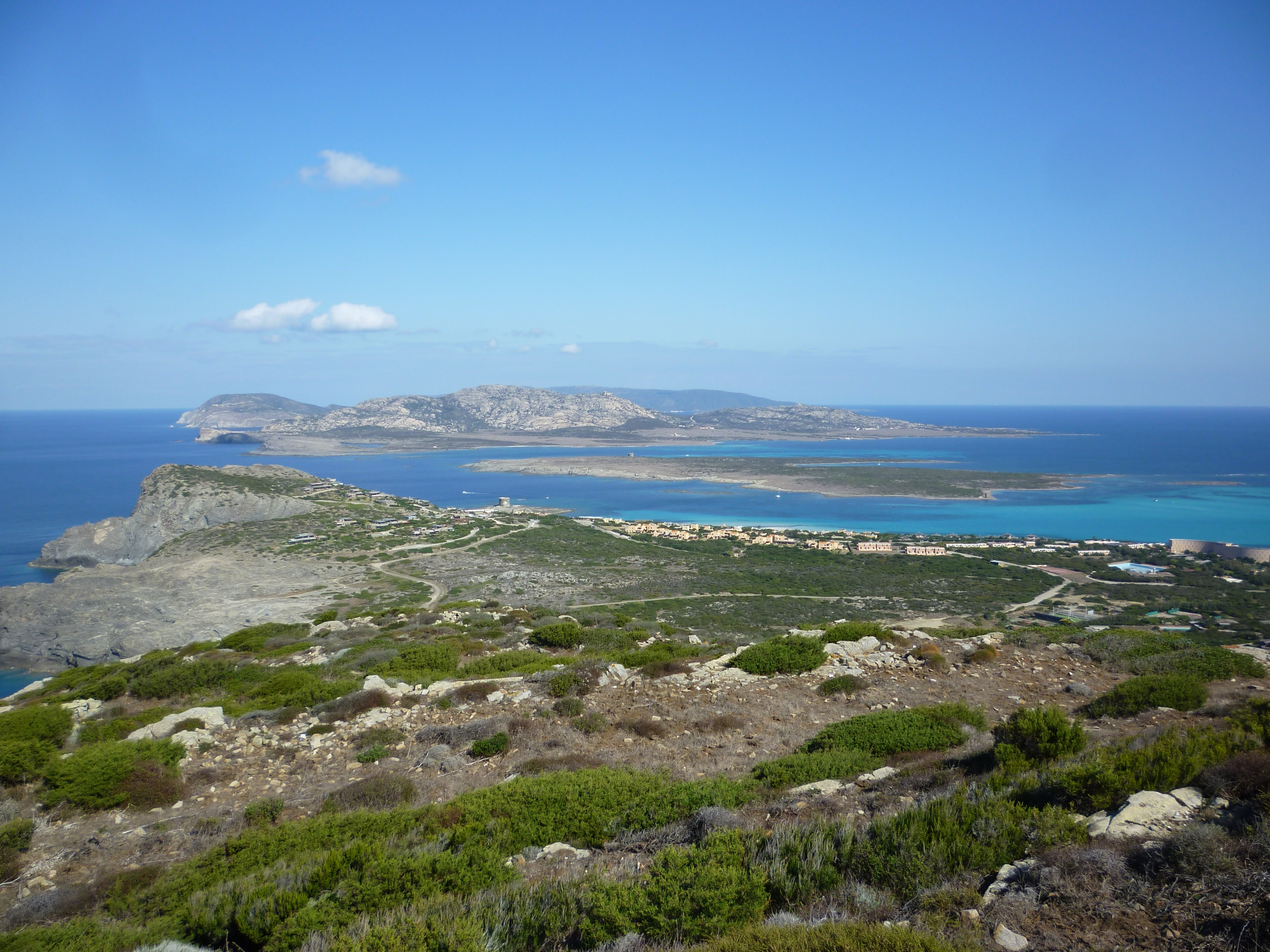

I fondali dell'area marina protetta si presentano, da un punto di vista geomorfologico, molto differenti. Il versante occidentale si presenta roccioso e con pendii che sprofondano ripidamente fino alla quota batimetrica dei 50 metri. Il versante orientale, invece, è caratterizzato da fondali sabbiosi che degradano dolcemente per raggiungere, anch'essi, la profondità dei 50 metri. Le correnti marine del versante occidentale mostrano un andamento legato alla stagione, assumendo una direzione proveniente da nord-est e diretta verso sud-ovest durante l'estate, per poi invertirsi durante l'inverno. Nel versante orientale, all'interno del Golfo dell'Asinara, le correnti tendono ad assumere un moto orario, disponendosi più o meno parallelamente alla linea di costa. I venti dominanti sono quelli provenienti dai quadranti occidentali, maestrale e ponente, e determinano, soprattutto nelle acque del mare occidentale, condizioni poco favorevoli alla navigazione specialmente nella stagione invernale. Le acque del golfo dell'Asinara sono invece più tranquille, grazie all'effetto protettivo garantito delle alture dell'isola nei confronti dei venti.
L'Area Marina Protetta è suddivisa, a seconda del tipo di restrizioni adottate, in tre zone di rispetto.
- Zona A: riserva integrale - È situata nel tratto di mare compreso tra Punta dello Scorno e Punta del Porco, in quello compreso tra Punta l'Arroccu e Punta Galetta ed in quello di Punta Pedra Bianca e Punta Agnadda. Il primo si trova nella parte settentrionale dell'isola mentre gli altri due sono situati nella parte centrale, nel tratto di mare antistante Cala di Scombro di Fuori ed in quello di Cala di Scombro di Dentro;
- Zona B: riserva generale - Circonda quasi interamente l'isola ed è compresa tra Punta Salippi e Punta Barbarossa;
- Zona C: riserva parziale - Circonda interamente l'isola, nel tratto di mare antistante le sue coste.

Le attività di sorveglianza sono garantite dal Corpo Forestale e di Vigilanza Ambientale della regione Sardegna, che dispongono di apposite imbarcazioni. La stazione locale si trova presso il borgo di Cala d'Oliva, sull'isola dell'Asinara.

## Flora
La distribuzione della flora marina è ampiamente determinata dalla tipologia del fondale. Il piano sopralitorale risulta popolato in prevalenza da licheni appartenenti ai generi Ramalina, Xantoria, Roccella e Verrucaria. Sul piano mesolitorale vegetano specie stagionali come l'alga incrostante Hapalospongidion macrocarpum e le alghe Rissoella verruculosa e l'alga spaghetto (Nemalion helminthoides) che popolano le scogliere battute dalle onde. Nella costa orientale si notano popolazioni di Enteromorpha compressa e, nei luoghi frequentati dagli uccelli marini, si trova la specie Scytosiphon lomentaria. Con l'aumento della profondità dell'acqua compaiono Lithophyllum byssoides, Ralfsia verrucosa, Rivularia bullata, Rivularia atra, Bryopsis muscosa, Ceramium rubrum, Gelidium spathulatum, Lyngbia confervoides, Rhizoclonium tortuosum, Pseudochlorodesmis furcellata, Gelidiella ramellosa e Neogoniolithon mamillosum. Nelle grotte superficiali sommerse si osservano Valonia utricularis, Hildenbrandia rubra e Phymatholiton lenormandii.
Nel piano infralitorale, sui fondali rocciosi occidentali, compaiono specie come Cystoseira amentacea, Laurencia obtusa, Jania rubens, Dilophus spiralis, seguite dalla dicotoma (Dictyota dichotoma), dalla scopa di mare (Stypocaulon scoparium), dall'ombrellino di mare (Acetabularia acetabulum), dalla pavonia (Padina pavonica), dall'alga calcarea (Amphiroa rigida) e Cladostephus spongiosus, mentre tra gli anfratti vegetano lo sferococco coronato (Sphaerococcus coronopifolius), Peyssonnelia bornetii, il ficodindia di mare (Halimeda tuna), Acrosymphytum purpuriferum e l'alga rossa (Plocamium cartilagineum). A profondità maggiori vegetano il sargasso comune (Sargassum vulgare) e Dictyopteris polypodioides. Nelle zone in cui il moto ondoso è meno intenso si trovano Cystoseira brachycarpa e la corallina comune (Corallina elongata). Nei fondali sabbiosi orientali ed in piccole porzioni, ugualmente sabbiose, nel mare occidentale vegeta la posidonia (Posidonia oceanica), mentre nei bassi fondali si trovano la cimodocea (Cymodocea nodosa) e la caulerpa fogliosa (Caulerpa prolifera).

## Fauna
Anche la fauna si distribuisce seguendo un gradiente di profondità. Nelle aree rocciose prossime alla superficie vivono la littorina nera (Melaraphe neritoides), il porcellino degli scogli (Ligia italica) e l'Euraphia depressa. Con l'aumentare della profondità compaiono specie come il dente di cane (Chthamalus stellatus), la patella rugosa (Patella ulyssiponensis), la patella (Patella lusitanica), la patella cerulea (Patella caerulea), la chiocciola di mare (Monodonta turbinata), la chiocciola (Monodonta articulata) e diverse specie di molluschi gasteropodi del genere Gibbula. Tra gli anfratti si possono ritrovare piccoli mitili (Mytilus galloprovincialis e Mytilaster minimus), il pomodoro di mare (Actinia equina), il granchio corridore (Pachygrapsus marmoratus) ed il granchio favollo (Eriphia verrucosa). È importante anche la presenza della patella gigante (Patella ferruginea). Tra le concrezioni formate dall'alga incrostante Lithophyllum byssoides vivono specie come Lasaea adansoni, Ammonicera fischeriana, il porcellino di mare (Sphaeroma serratum) e lo speudoscorpione (Pselaphochernes litoralis).
Nelle scogliere costantemente sommerse vivono le aragoste (Palinurus elephas), la cicala di mare (Scyllarides latus), la granceola (Maja squinado) e l'astice (Homarus gammarus). Tra i pesci vanno segnalati le corvine (Sciaena umbra), il dentice (Dentex dentex), il sarago maggiore (Diplodus sargus), lo sparaglione (Diplodus annularis), il sarago fasciato (Diplodus vulgaris), il sarago pizzuto (Diplodus puntazzo), la spigola (Dicentrarchus labrax), l'orata (Sparus aurata), l'occhiata (Oblada melanurus), lo scorfano nero (Scorpaena porcus), lo scorfano rosso (Scorpaena scrofa), lo scorfanotto (Scorpaena notata), il tordo codanera (Centrolabrus melanocercus), il tordo merlo (Labrus merula), il tordo fischietto (Labrus mixtus), il tordo marvizzo (Labrus viridis), il tordo rosso (Symphodus mediterraneus), il tordo grigio (Symphodus cinereus), il tordo ocellato (Symphodus ocellatus), il tordo verde (Symphodus roissali), il tordo musolungo (Symphodus rostratus), il tordo pavone (Symphodus tinca), la cernia dorata (Epinephelus costae), la cernia canina (Epinephelus caninus), la cernia bruna (Epinephelus marginatus), la murena (Muraena helena), il gronco (Conger conger) ed il polpo (Octopus vulgaris). Tra le specie rare nel Mediterraneo e presenti nel mare dell'Area Marina Protetta si segnalano la bavosa cervina (Parablennius zvonimiri) e la bavosella d'alga (Clinitrachus argentatus). I fondali sabbiosi sommersi sono popolati da idrozoi dei generi Sertularia, Campanularia e Plumaria, oltre che dalla specie Electra posidoniae e dai gasteropodi appartenenti ai generi Rissoa, Rissoina e Bittium. Le praterie di alghe sono popolate da policheti, come lo spirografo (Sabella spallanzanii), e da foraminiferi come Miniacina miniacea, oltre che dalla nacchera (Pinna nobilis), dal riccio femmina (Paracentrotus lividus), dal riccio maschio (Arbacia lixula), dal riccio di prateria (Sphaerechinus granularis), dal cetriolo di mare (Holothuria tubulosa ed Holothuria forskali), dalla stella marina spinosa (Marthasterias glacialis) e dalla stella marina rossa (Echinaster sepositus). Vi si incontrano anche specie tropicali come il luccio di mare (Sphyraena viridensis), il granchio Percnon gibbesi, il pesce balestra (Balistes capriscus) e la lampuga (Coryphaena hippurus). A profondità di 40 metri ed oltre si trovano, lungo le pareti verticali, le gorgonie rosse (Paramuricea clavata).

## Accessi
L'accesso al Parco Nazionale dell'Asinara ed all'Area Marina Protetta è possibile grazie al collegamento marittimo effettuato grazie a battelli specificamente predisposti. I porti di partenza sono quelli di Stintino e Porto Torres ma, nel periodo estivo, esistono collegamenti marittimi con i porti di Castelsardo e Santa Teresa di Gallura.